# Rozstání (kraj ołomuniecki)
Rozstání – gmina w Czechach, w powiecie Prościejów, w kraju ołomunieckim. Według danych z dnia 1 stycznia 2012 liczyła 651 mieszkańców.
Składa się z dwóch części:
- Rozstání
- Baldovec

Zobacz też:
- Rozstání